# Мунджиу, Кристиан
Кристиан Мунджи́у (рум. Cristian Mungiu, р. 27 апреля 1968, Яссы) — румынский кинорежиссёр и сценарист.

## Биография
Окончил Ясский университет по специальности «английская литература», в 1998 году получил второе высшее образование в бухарестском Университете кино. Полнометражный дебют состоялся в 2002 году.

## Признание
- Кавалер ордена Звезды Румынии (2007 год)[1].
- Орден Почёта (14 марта 2024 года, Молдавия) — в знак высокой оценки творческой деятельности, за выдающиеся заслуги в развитии и продвижении кинематографического искусства и утверждении румынского кино на международном уровне, а также за значительный вклад в укрепление культурного диалога между Республикой Молдова и Румынией[2].
- Кавалер ордена Почётного легиона (2017 год, Франция).
- Фильм 2007 года «4 месяца, 3 недели и 2 дня» получил «Золотую пальмовую ветвь» 60-го Каннского кинофестиваля, таким образом, Мунджиу стал первым румынским режиссёром, удостоенным этой награды. Кроме того, фильм получил на том же фестивале приз ФИПРЕССИ.
- В 2016 году за фильм «Выпускной» Мунджиу был награждён Призом Каннского кинофестиваля за лучшую режиссуру, разделив его с режиссёром фильма «Персональный покупатель» Оливье Ассаясом[3].

## Фильмография
- 2000 — Зэппинг (к/м) / Zapping — режиссёр, сценарист;
- 2000 — Ни одного случая (к/м) / Nici o întâmplare — режиссёр, сценарист;
- 2000 — Хор пожарных (к/м) / Corul pompierilor — режиссёр, сценарист;
- 2002 — Запад / Occident — режиссёр, сценарист;
- 2005 — Потерянные и найденные (киноальманах) / Lost and Found (эпизод Турецкая девушка / Turkey Girl) — режиссёр, сценарист;
- 2007 — 4 месяца, 3 недели и 2 дня / 4 luni, 3 săptămâni şi 2 zile — режиссёр, сценарист, продюсер;
- 2009 — Сказки золотого века (киноальманах) / Amintiri din Epoca de Aur — режиссёр, сценарист, продюсер;
- 2012 — За холмами / Dincolo de dealuri — режиссёр, сценарист, продюсер;
- 2016 — Выпускной / Bacalaureat — режиссёр, сценарист, продюсер.
- 2022 — МРТ — режиссёр, сценарист, продюсер.